# バテレン追放令

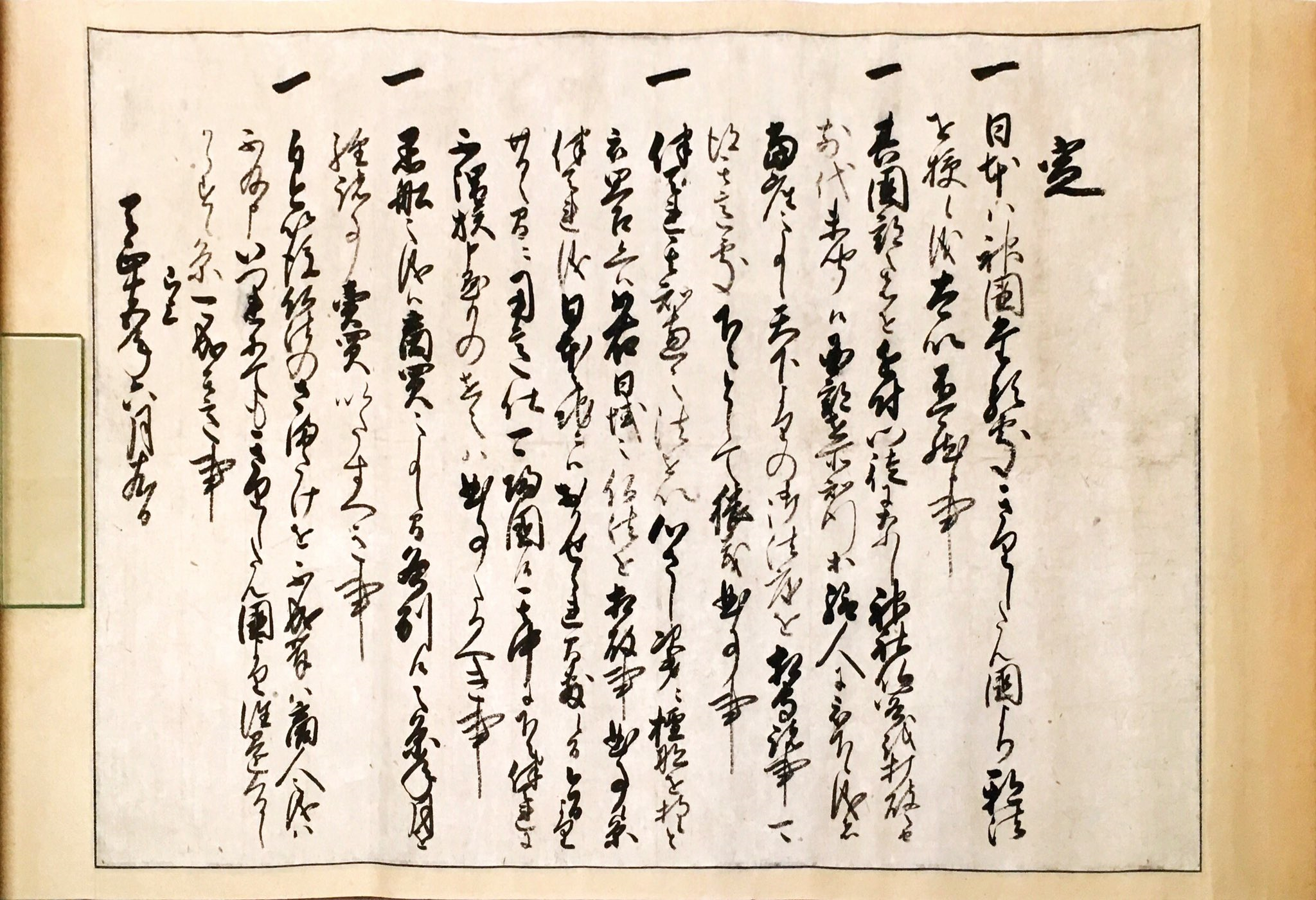
秀吉のバテレン追放令 (吉利支丹伴天連追放令)。

バテレン追放令（バテレンついほうれい・伴天連追放令）は、1587年7月24日（天正15年6月19日）に豊臣秀吉が筑前箱崎（現・福岡県福岡市東区）において発令したキリスト教宣教と南蛮貿易に関する禁制文書。バテレンとは、ポルトガル語で「神父」の意味のpadreにし、英語のfatherとともに、「父親」を意味する印欧祖語に由来する。
原本は『松浦家文書』にあり、長崎県平戸市の松浦史料博物館に所蔵されている。通常、「バテレン追放令」と呼ばれる文書はこの『松浦家文書』に収められた6月19日付の五か条の文書（以下便宜的に「追放令」と記す）を指すが、1933年（昭和8年）に伊勢神宮の神宮文庫から発見された『御朱印師職古格』の中の6月18日付の11か条の「覚（おぼえ）」（「覚書（かくしょ）」とも呼ばれる）のことも含めることがあるので注意が必要である。さらに後者の11か条の「覚」が発見されて以降、五か条の追放令との相違点がある理由や二つの文書の意味づけに関してさまざまな議論が行われている。

## 概説
織田信長は、鉄砲伝来から鉄砲（火縄銃）に強い関心を持って国内大量生産して導入することで戦を有利にし、天下布武（五畿を中心とする畿内・近国の天下統一）を目前にした。鉄砲をもたらしたポルトガル人が命を懸けてキリスト教の布教をするのに感心し、南蛮貿易、一部仏教勢力への牽制として、キリスト教を保護していた。豊臣秀吉は元来信長の政策を継承し、キリスト教布教を容認していた。イエズス会の宣教師は1583年に大坂に初めて到着、大坂城にはその後キリスト教に興味を持つ女性を含む多くの日本人がいた 。1586年（天正14年）3月16日には大坂城にイエズス会宣教師ガスパール・コエリョを引見し、同年5月4日にはイエズス会に対して布教の許可証を発給している。イエズス会への許可は、当時の仏教徒への許可より優遇されたものだった。天正14年（1586年）3月『日本西教史』によると、秀吉はガスパール・コエリョに対して、国内平定後は日本を弟・秀長に譲り、唐国の征服に移るつもりであるから、そのために新たに2,000隻の船の建造させるとしたうえで、堅固なポルトガルの大型軍艦を2隻欲しいから、売却を斡旋してくれまいかと依頼し、征服が上手く行けば中国でもキリスト教の布教を許可すると言った。
しかし、九州平定後の筑前箱崎に滞在していた秀吉は、長崎がイエズス会領となり要塞化され、長崎の港からキリスト教信者以外の者が奴隷として連れ去られている事などを天台宗の元僧侶である施薬院全宗らから知らされたとされる。このときに『天正十五年六月十八日付覚』も施薬院全宗と見られる人物によって起草された。この翌日の6月19日（西暦7月24日）ポルトガル側通商責任者（カピタン・モール）ドミンゴス・モンテイロとコエリョが長崎にて秀吉に謁見した際に、宣教師の退去と貿易の自由を宣告する文書を手渡してキリスト教宣教の制限を表明した。
バテレン追放令は外交政策だけでなく以降の禁教令、鎖国、キリシタン迫害までの反キリスト教的宗教政策の原動力となった。バテレン追放令以降の秀吉の書簡はキリスト教に対抗して、吉田神道の宇宙起源説を引用するなど、神国思想を意識的に構築しており、家康もその排外主義的な基本路線を踏襲した。追放令以降も秀吉は三教（神道、儒教、仏教）に見られる東アジアの正統性を示すことによってキリスト教の特殊な教義を断罪したが、家康の発令した「伴天連追放之文」（起草者は以心崇伝）でも、キリスト教を三教一致（神道、儒教、仏教）の敵として名指しで批判している。
欧米ではバテレン追放令を秀吉の独裁者としての側面、領土拡張政策の文脈の中で検討することがある。ジョージ・サンソムはキリスト教の教えが社会的な序列、既存の政治構造に挑戦したことに注目しており、バテレン追放令を秀吉が独裁者、専制君主の観点から宣教師を単なる異教徒の枠を越えて、社会秩序の土台を弱体化させるものとして恐れた結果として起きた動物的な防衛反応だったと分析している。スペイン領フィリピンではバテレン追放令を敵対的な外交政策として警戒を強め、秀吉によるフィリピン侵略計画の発端と見なしている。ブリル (出版社)の日本キリスト教史ハンドブックは1587年のバテレン追放令から1592年のフィリピンへの降伏勧告（フィリピン侵略計画）、1596年のバテレン追放令の更新を一連の流れとして記述している。

## 追放令の社会的背景

### 明侵略のための支援要請
バテレン追放令以前、秀吉は明侵略のためにポルトガルから2隻の軍艦を購入できるよう、宣教師に取引斡旋の依頼をしていた。追放令後もスペイン人に軍艦の購入を打診したが、秀吉によるフィリピン侵略に使われる可能性を危惧したスペインは拒絶した。

### 関連する基本資料の記述
バテレン追放令の原文（11か条の「覚」）には宣教師が中国、朝鮮、南蛮に日本人奴隷を売っていたと糾弾する箇所があり、その具体的な状況として『天正遣欧使節記』と、11か条の「覚」と部分的に内容が重なる箇所がありバテレン追放令と同時期に書かれた『九州御動座記』が参考文献とされることがある。11か条の「覚」が宣教師とポルトガル商人を同一視していたかは不明だが、より広義なポルトガルの奴隷貿易に関しては少数の中国人や日本人等のアジア人奴隷しか存在は確認されておらず、日本人奴隷の具体的な記述は『デ・サンデ天正遣欧使節記』と『九州御動座記』に頼っている。いずれの記録も歴史学の資料としては問題が指摘されている。
バテレン追放令に先立ち豊臣政権は九州を制圧した。遠征時の九州の様子は豊臣秀吉の功績を喧伝する御伽衆に所属した大村由己によって『九州御動座記』として1587年7月頃に記録された。ポルトガル人が生きたままの状態で牛や馬の皮を剥いで、素手で食べていたとの記録や、ポルトガル商人と日本の商人との奴隷貿易に関する記述がある。
歴史家ホムロ・ダ・シウヴァ・エハルトは『九州御動座記』には文書の正確性に疑念をもたせる箇所があるとして、ポルトガル人が牛馬を生きたまま皮を剥いで素手で食べるとの衝撃的な記載に言及し、ヨーロッパ人を化物と考えることは東アジアでは一般的であるために空想的と評しており、執筆者が実際に目撃したものを著述したとは考えていない。九州御動座記にはこうした偏見を含んだ記述の問題があるためポルトガル人に対する「黒い伝説」として読めるとしつつも、実際に起きた事実として定量的な理解はすべきではないが、ポルトガル商人と日本の商人との奴隷貿易によって奴隷がおかれた状況については定性的な理解をすることも可能だとした。史実かは不明だが、この文書が秀吉がバテレン追放令を発布するに至った認識を理解するものとして軽んじることはできないと述べている。
「九州御動座記」については他にも高麗王が「今迄対馬の屋形ニしたカハれ候間云々」という秀吉の誤認に基づく表現がそのまま記述されているとの史料批判が行われている。
鄭舜功の編纂した百科事典『日本一鑑』によると、南九州の薩摩では200-300人の中国人奴隷が家畜のように扱われていたと記録されているが、日本の奴隷市場は倭寇による中国人奴隷や朝鮮人奴隷の供給だけでなく、日本国内からの供給にも依存していたという。歴史家ホムロ・ダ・シウヴァ・エハルトは、ポルトガル船来航以前から人身売買は行われており、その状況も列島全体で広く知られていたことや、秀吉の質問状の分析から、秀吉は倫理的な側面よりも宣教師の影響や、九州での労働力枯渇等の経済的な側面を優先しており、秀吉が奴隷貿易に怒ってバテレン追放令を発布したとの岡本良知の説は覆えることになると結論を述べている。
イエズス会士ルイス・デ・アルメイダは、1562年、薩摩国川辺郡泊港にて、中国人の女性奴隷の一団を記録している。彼によれば、これらの女性は「中国での戦争で日本人に捕縛され、売却された」者たちで、ポルトガル人に購入されていた。アルメイダは商人の商業行為を規制する権限を欠いていたため、やむを得ず、彼女たちの名誉と安全が航海で保たれるよう申し入れることしかできなかった。
『デ・サンデ天正遣欧使節記』は1582年に旅立った少年達の記録として追放令前後の九州の社会的状況を記したものとして引用されることがある。出版年は1590年のものであるため、バテレン追放令の影響と見られる記述も収録されている。日本に帰国前の少年使節と日本にいた従兄弟の対話録として著述されており、両者の対話が不可能なことから、フィクションとされている。『デ・サンデ天正遣欧使節記』は宣教師の視点から日本人の同国人を売る等の道徳の退廃、それを買うポルトガル商人を批判するための対話で構成されている。
戦国時代の日本人の奴隷に焦点をあてた最初期の史学研究は岡本良知「十六世紀日欧交通史の研究」(1936年、改訂版1942-1944年)とされている。バテレン追放令と奴隷貿易との関わりについては、いまだに岡本良知の説が言及されている。日本の労働形態の歴史と、ポルトガル人の奴隷貿易との関連性についてはC・R・ボクサー「Fidalgos in the Far East (1550-1771)」（1948年）が指摘しており、奴隷という用語に隠蔽されていた多様な労働形態（例えば傭兵や商人）の存在を明らかにした。
その後、この問題に新たな視点から取り組む動きはなく、牧英正「人身売買」 (1971年) 、藤木久志「雑兵たちの戦場　中世の傭兵と奴隷狩り」（1995年）などによって日本側の資料から解明しようとする試みが行われた。牧によると、秀吉は奴隷貿易のもつ倫理的な側面よりも、労働力の確保などの経済政策を重視していた。藤木は甲陽軍鑑、北条五代記や島津の大友領侵攻に関するポルトガル人の報告から奴隷狩りが日本において一般的に行われていた事を明らかにした。
日本人奴隷と追放令に関する最新の研究成果として、ルシオ・デ・ソウザの著作「The Portuguese Slave Trade in Early Modern Japan」（2019年）があるが、ソウザの著作の信頼性や文脈化には複数の問題点が指摘されている。野心的な研究として高く評価される一方で、歴史学者ハリエット・ズーンドーファーはポルトガル人の逸話、発言や報告にある信頼性の低い記述を貧弱な説明と共にそのまま引用していること、どこで得られた情報なのかを示す正確な参考文献を提示しないために検証不可能であり、書籍中での主張に疑念を抱かさせるといった批判をしている。歴史家ホムロ・エハルトは、デ・ソウザが自身の推論に沿うように歴史的証拠を操作したと指摘している。このような選択的な史料の活用は、歴史的正確性よりも物語を優先させるという点で問題があるとした。また、エハルトはデ・ソウザの書籍内での主張の矛盾も指摘している

### 宣教師の社会的評価
バテレン追放令の原文では日本を神国と宣言する一方で、キリスト教を邪法として定義しており、異文化、異教を広めていた宣教師への風当たりは強かった。
日本における宣教師への社会的評価を示すものとして、誹謗中傷を目的として流布された風説がある。宣教師に対する誹謗中傷の中でも顕著なものに、人肉を食すというものがある。フェルナン・ゲレイロの書いた「イエズス会年報集」には宣教師に対する執拗な嫌がらせが記録されている。
さらに子どもを食べるために宣教師が来航し、妖術を使うために目玉を抜き取っているとの噂が立てられていた。仏教説話集『沙石集』には生き肝を薬とする説話があり仏教徒には馴染みのある説といえ、ルイス・デ・アルメイダ等による西洋医療に対する悪口雑言ともとれるが、仏僧である大村由己が執筆した『九州御動座記』にある宣教師が牛馬を生きたまま皮を剥いで素手で食べるとの噂とも共通するものがある。
こうした外国人が破滅をもたらすという考え方には、排外主義的な外国人や異教徒への恐怖があると岡田章雄は分析している。
宣教師は「にせものの誑し狐」と呼ばれることがあった。こうした狐との呼称には宣教師が人を騙すべきとの固定観念があったという。豊後で宣教師達と論争をした仏僧達は次のように述べたという。
狐と宣教師を同一視して排斥することは、当時の日本人の宗教観とも合致する。前田利家の実子で秀吉と正妻おねの養女の豪姫が病にかかったときに、狐が憑いたとされ、秀吉は伏見稲荷へ宛て朱印状を発布した。「日本の内、年々狐狩り仰せつけられるべく候」などの脅し文句が著述されているが、この朱印状が偽物でない事が明かされている。

### 宣教師に対する奴隷貿易批判について
1587年6月18日付（伴天連追放令の前日）の11か条の「覚」は宣教師による奴隷貿易を批判している。
宣教師が朝鮮半島に日本人を売っていたと糾弾しているが、朝鮮半島との貿易は対馬宋氏の独占状態であり、宣教師が初めて朝鮮半島を訪れたのは1593年であり信憑性は低い。
11か条の「覚」にある宣教師による奴隷貿易糾弾については、歴史家の岡本良知は1555年をポルトガル商人が日本から奴隷を売買したことを直接示す最初の記述とし、これがイエズス会による抗議へと繋がり1571年のセバスティアン1世 (ポルトガル王) による日本人奴隷貿易禁止の勅許につながったとした。岡本はイエズス会はそれまで奴隷貿易を廃止するために成功しなかったが、あらゆる努力をしたためその責めを免れるとしている。
16世紀から17世紀への転換期、イベリア同君連合の第2代支配者であるポルトガル国王フィリペ2世（スペイン国王フェリペ3世）は、イエズス会の要請により、1571年の勅許を再制定して日本人の奴隷貿易の交易を中止しようとしたが、彼の政策はポルトガル帝国の地方エリートの強い反対に会い、長い交渉の末、イエズス会のロビー活動は失敗に終わった。
日本におけるポルトガルの奴隷貿易を問題視していた宣教師はポルトガル商人による奴隷の購入を妨げるための必要な権限を持たなかったため、日本で広く行われていた永代人身売買を改めて年季奉公人（英: indentured servitude）とするように働きかけが行われた。一部の宣教師は人道的観点から隷属年数を定めた短期所有者証明書（schedulae）に署名をして、より大きな悪である期間の定めのない奴隷の購入を阻止して日本人の待遇が永代人身売買から年季奉公に改めるよう介入したとされている。日本人の奴隷は正戦の囚人（iustae captivitas）でも、一般的な奴隷にも該当せず、期限付きの隷属（temporali famulitium）のみが許容されるよう定められた。ポルトガル領インドにおいて1567年に、エチオピア、日本、中国出身の奴隷売買を禁止する法律が制定されていたとされるが、日本における一時的な隷属の証明書は、1568年のメルキオール・カルネイロのマカオ到着に際して初めて記録された。宣教師の苦肉の策としての関与、特に短期所有者証明書の発行に関しては、1568年から1587年のバテレン追放令発布前の期間にかけて行われたと考えられ、この時期以降、発行が停止されたか、または要件がより厳格化された。
マテウス・デ・クウロス等の宣教師らによって、人道的介入であっても関与自体が誤りであったとの批判が行われ、1598年以降、宣教師の人道的な関与についても禁じられた。1598年の人道関与の禁止決定についてはバテレン追放令によって、日本の国内法が奴隷貿易を違法としたことも影響していたとされる。宣教師の人道的介入が終わる1598年以降、新たに着任した司教ルイス・デ・セルケイラはスペイン・ポルトガル王に日本人と朝鮮人の期間的隷属を廃止するよう圧力をかけていくことになるが、ポルトガル商人による日本人奴隷の貿易は止まるどころか増加したという。
日本のイエズス会には奴隷貿易の中止に不可欠な権威と権力が欠如していることを巡察使ヴァリニャーノは繰り返し主張していた。ポルトガル領インドでは、アレッサンドロ・ヴァリニャーノらイエズス会士は奴隷取引への介入権を欠き、その合法性は世俗裁判所に委ねられた。司祭の役割は倫理的指導に限定され、取引阻止は不可能で、この慣行は17世紀まで続いた。日本では、1568年設立のマカオ司教区が1576年以降日本を管轄したが、司教不在により現地問題の解決が困難であった。イエズス会は独自の司教区設置を試みたが、ローマの明確な支援を要した。宣教師達は叱責や勧告では効果は望めないために、教会法が許す現地の社会力学に追従する道を探るようになっていった。奴隷制と同等の日本的隷属、奴隷制とは異なるが許容できる状態、許容不可能な状態の3つの労働形態を区別することで、宣教師達は現地の慣習に従うことを黙認するようになっていったと考えられている。
従来限られた権限しか持たなかった日本のイエズス会にとって、1592年のペドロ・マルティンスの司教叙任および1596年の長崎到着は、歴史的転換点となった。フランシスコ・ザビエル以来初の高位聖職者として日本に着任したマルティンスは、ポルトガル商人の人身売買に対する破門を宣言する権威と管轄権を得た。しかし、イエズス会は活動資金を商船隊長（カピタン・モール）に大きく依存しており、司教の世俗的権限も不足していた。カピタン・モールは日本におけるポルトガル王権の最高権威者かつ最大の権力者であり、彼と敵対した場合、国王の支援と承認がなければ、破門は理論上可能であったものの、その実効性は不確実であった。最終的にマルティンスは、ポルトガル商人の日本人および朝鮮人の奴隷取引による社会的混乱を問題視し、人身売買に対する破門を宣言することを決断した。マルティンスの死後、この奴隷取引反対の方針はセルケイラ司教により強化され、世俗的権限を要する問題としてポルトガル国王に委ねられた。
宣教師らは年季奉公人（または期間奴隷）の洗礼も行うことがあった。奴隷の所有者は取得から6ヶ月後に洗礼を受けさせる義務があったが、10歳以上の奴隷（年季奉公人を含む）は洗礼を拒否することができた。洗礼は社会的包摂の一形態であり、洗礼をうけることでポルトガル王室と教会法の管轄に服し保護をうけることができた。
飢饉や自然災害時に保護と引き換えに労働を申し出た者は日本社会では下人とみなされたが、宣教師は提供された対価の量に見合うだけの労働が完了した時点で下人の解放を助言するよう1567年のゴア評議会は定めていた。1567年のゴア評議会によれば、キリシタンは不当な理由で死刑判決を受けた犯罪者を救うときに身代金を提供することができたが、いかなる者も無償で金銭を提供することを強制されるべきではないため、救出者は引き換えに使用人として働かせることが許容されていた。日本では夫が領主によって刑罰をうけたときに、妻子も下人として所有・人身売買されることが頻繁にあったが、イエズス会士は犯罪者の妻子が下人になるべきでないと助言していた。また女性が父親や夫から逃げて領主の屋敷に保護を求めたときに、日本の慣習では女性を下人とすることを許容していたが、彼らが重大な犯罪を冒した場合を除いて、宣教師が解放を働きかけるよう定めていた。セルケイラはキリシタン大名でない日本の領主の課す重税によって親が子を売るよう強いられていたと述べているが、極限状況でない場合でも子供が売られていたことを問題視していた。
イエズス会は、囚人や奴隷を身代金の支払いによって解放し、彼らを施設で労働させる慣行を行っていたことが、明らかにされている。捕虜は非キリスト教徒に買われる前に救出され、数年間イエズス会の住居で働くことを条件とされた。例として、幼少期に救出されイエズス会の学校で学んだ日本人イエズス会員ジェロニモ城の事例が挙げられる。フラタニティや長崎の救貧院など、イエズス会が設置した組織は、船舶や売春宿から日本人奴隷、特に女性を救出する活動を行っていた。
一方、イエズス会士ルセナの回顧録やフロイスの書簡は、1587年3月の長与城の戦いにおける捕虜の扱いに関する記述で一致し、捕虜の合法性に対するルセナの懸念が示されている。1586年のクリスマス以降、健康が悪化した大村純忠に対し、ルセナは不当に捕らえられた捕虜の解放を迫り、告解の拒否を脅しに用いた。イエズス会は、告解や秘跡の提供を拒否する戦略を通じて、特に政治的影響力を持つ信徒に道徳的な行動を促していた。
改宗した奴隷や孤児は、キリスト教徒の監督下で教育を受け、キリスト教の信仰および「良き慣習」の習得が求められた。マヌエル法典は、異教徒の改宗者に対し、キリスト教の教化と適切な教育が必要であると定め、これらの努力は王と神への忠誠として評価された。さらに、売春宿や私的な売春行為は、司教やその代理人によって「悪魔の工房」として厳しく非難された。1568年に制定された『ゴア憲法』第四条では、売春宿の所有および運営が禁止され、違反者には罰金や公開羞恥の罰が科された。また、奴隷が売春を強制された場合には解放される規定が設けられていた。このように、イエズス会およびキリスト教団体は、奴隷の救出と改宗を通じた教化を推進しつつ、売春などの非道徳的行為の根絶に努めた。
秀吉が奴隷貿易に怒って追放令を発したとの説もある（後述の追放令の原因を参照）が、最新の研究はこの説を否定している。

### スペインとの外交関係
バテレン追放令以前からスペインは日本人によるフィリピン侵略を警戒していた。フィリピンでは倭寇の大規模な襲撃が1574年、1582年と続いていたが、日本によるフィリピン侵略の恐れについて書かれた最古のものは1586年の評議会メモリアルであり、マニラでは日本人がフィリピンを植民地にするつもりであるとして備えが行われていた。
1587年のバテレン追放令後、秀吉はポルトガル人を介さない通商路の開拓に関心を抱くようになった。明国との貿易は閉ざされており、フィリピンは数少ない選択肢の一つとなっていた。1587年、フィリピンには2隻の日本船が来航したが、バテレン追放令の敵対的外交政策と整合しないためスペイン人の疑惑は深まり、フアン・ガヨというキリスト教徒で冒険家の日本人に対してフィリピン人の反乱計画に加担した容疑がかけられた。
1589年、30〜40人の巡礼者と称する日本人の集団がマニラを訪問した。彼らはマニラ周辺の河口を15リーグ (単位)歩いて偵察し去っていったが、スペイン人はこれを日本側の諜報活動と見ており、秀吉の領土拡張政策の始まりと考えた。フィリピンとの交易が認可された1591年には原田孫七郎がフィリピン征服の実地調査を行ったとスペイン側は分析しており、バテレン追放令を契機とし秀吉によるフィリピン侵略を警戒するスペインと日本の相互不信が強まることになった。
スペインの日本への領土的野心については、スペイン国王フェリペ2世は1586年には領土の急激な拡大によっておきた慢性的な兵の不足、莫大な負債等によって新たな領土の拡大に否定的になっており、領土防衛策に追放令以前に舵を切っていた。
むしろスペイン人は秀吉の統一政権がフィリピンに侵略する可能性に注意を払っており、バテレン追放令をフィリピン侵略計画の発端と見なしていた。

### 追放令以前の宣教師の状況
日本初の南蛮外科医である修道士ルイス・デ・アルメイダは、有馬晴純は領内にあった十字架を倒し、キリスト教徒が元の教えに強制改宗するように命じたと1564年十月十四日付、豊後発信の書簡で言及している。1563年十一月七日頃には横瀬浦港にある修道院が焼かれ、次いですぐにキリシタンの農民たちの家が焼かれたという。1573年には深堀純賢によってトードス・オス・サントス教会が焼き払われた。こうしてキリスト教と仏教の信者間での対立関係が悪化していたが、日本におけるイエズス会の責任者であるヴァリニャーノは神社仏閣の破壊を禁じていた。
長崎はもともと小さな寒村に過ぎなかったが、カリオン神父は
と述べている。大村純忠は新町長崎と茂木の寄進状を天正八年四月二十七日（1580年6月9日）付で発行、都市の無期限使用権と治外法権を与える代わりに、港の関税、入港税を永久に確保し、徴収のための役人を常駐させることにした。大村純忠のポルトガル船の誘致、新町長崎と茂木の寄進の打診は1579年秋にヴァリニャーノが訪問した際になされていたが、イエズス会は1580年10月、1582年12月において論議し申し出を受け入れることを裁決した。その理由として、戦争が絶えずある日本で、イエズス会は全資産を長崎に有しているため、安全な土地を持つ必要があること、戦渦や迫害により土地を追われたキリシタンのための避難所となること、ポルトガル船が来航することで、イエズス会の必要とする必需品がもたらされること、いつでも同地を手放すことができる自由裁量権があること等を挙げている。
長崎のミゼリコルディア（救貧院）は、1583年に役員の初選出と病院の開設により正式に設立が認められた。この慈善団体は、都市外にハンセン病患者のための第二の福祉施設を運営しており、これはポルトガル人の到来以前に日本に病院が存在しなかったことから、キリスト教の慣行が大きな影響を与えたことを示している。イエズス会士ルイス・フロイスは、この施設が「日本人にとって忌まわしい」とされた人々に捧げられたと記している。この取り組みは、キリスト教の慈善理念に基づく画期的な社会福祉の導入を象徴し、日本社会に新たな枠組みを提示した。さらに、平戸において1561年に早くも救貧院が設立され、寄付を集める役員が活動していた事実は、ミゼリコルディアの制度が日本各地で早期に根付き、キリスト教の慈善理念が地域社会に広く浸透していたことを裏付ける。
イエズス会は、貧困層や重病患者を対象とした病院の運営を通じて非人との接触を深めた結果、不浄の範疇に分類された。歴史学者ジョージ・エリソンは、これらの宣教師の活動が深い慈悲の精神に根ざしていた一方で、その社会的帰結が意図したものと乖離していたことを指摘する。病院は最貧層には人気だったが、上流階級は、「汚染」への懸念を理由に宣教師との関わりを回避した。この「汚染」の観念は、病気の物理的感染というよりも、宣教師を介した社会的・象徴的な不浄への懸念に根ざしていた。特に、らい病や壊血病患者が集まる場において、イエズス会宣教師は不浄の媒介者と見なされ、高貴な後援者の眼には汚染された存在、あるいは汚染の源とみなされる危険性を負った。かくして、彼らは不浄の「場」として定位するリスクに直面した。純粋さと不浄は、日本の歴史において、上下関係を基盤とする支配の論理として繰り返し表象された。この二項対立は、時代や文脈によって具体的内容が変化するものの、その構造は一貫して支配と排除の機制を支える機能を果たしてきた。イエズス会は、意図せず不浄とみなされる下位の位置に自らを位置づけた。
長崎の特殊な状況、キリスト教徒と仏教徒間の対立がバテレン追放令の原因とする説もある（後述の追放令の原因を参照）。

## 追放令の原文

### 『天正十五年六月十八日付覚』原文
（大意）
1. （自らが）キリスト教徒であることは、その者の思い次第であるべきである。
2. （大名に）国郡の領地を扶持として治めさせているが、その領地内の寺や百姓などたちにその気がなかったのに、大名がキリスト教徒になることを強いるのは、道理が通らずけしからんことだ。
3. 大名がその国郡を治めることについて、大名に命じているのは一時的なことなので、大名が交代することはあっても、百姓は交代するものではないので、道理が通らないことはなにかしらあることで、大名がけしからんことを言い出せば、（百姓を）その意のままにできてしまう。
4. （知行地が）200町、3000貫以上の大名は、キリスト教徒になるには、秀吉の許可を得ればできることとする。
5. 知行地がこれより少ない者は、八宗九宗[注 46]などのような宗教上のことだから、その本人の思い次第であってよい。
6. キリスト教徒については、一向宗以上に示し合わせることがあると、そう聞いているのだが、一向宗はその国郡を寺領（寺内町）を置いて大名への年貢を納めないだけでなく、加賀国を全てを一向宗にしてしまい、大名の富樫氏を追放し、一向宗の僧侶に治めることを命じ、そればかりかさせ越前国までも取ろうとし、治天下の障害になっていることは、もう隠しようがない事実だ。
7. 本願寺の僧侶には、天満の地に寺を置く（＝天満本願寺）ことを許しているが、この（一向宗の）寺領のようなものは以前から許したことはない。
8. 国郡や領地をもつ大名が、その家臣達をキリスト教徒にさせようとすることは、本願寺の宗徒が寺領を置くことよりもありえないことであるから、治天下の障害となるので、その常識がわからないような者には処罰ができることとする。
9. （大名などよりも）下の身分の者が思いのままにキリスト教徒になることについては八宗九宗と同じで問題にならない。
10. 中国、南蛮、朝鮮半島に日本人を売ることはけしからんことである。そこで、日本では人の売買を禁止する[注 3]。
11. ウシやウマを売買して食べることは、これもまたけしからんことである。

ことごとくこれらの条文で固く禁止し、もし違犯する連中があればすぐに厳罰に処する。
以上　天正15年（1587年）6月18日

### 『吉利支丹伴天連追放令』原文
追放令には前日の「覚」から意思の変化を示す文言があり、日付、伝来も同一でないことから一夜で秀吉に心境の変化があったとする説が提案されている。「覚」では重臣達が出席した御前会議での施薬院全宗の讒言とみられる糾弾を列挙しているが、6月18日時点では宣教師の追放を命じたりキリスト教を邪教と断じてはいなかった。「覚」にあった奴隷、人身売買の文言が消えたのは、ガスパール・コエリョの反論によって修正した可能性もあるが、いずれにせよ家臣団の中でも強い影響力のあった高山右近の棄教・服従の拒否によって追放令が発布された説が検討されている。
追放令では「神国」である「日本之地」でのキリスト教の布教はいかなる条件であっても「曲事（不正）」であり、その神国で神社仏閣を打ち破り信徒を持つことは、前代未聞の「天下」の「御法度」に背く（仏法に反する）「邪法」であると断じている。バテレン追放令は『神風』、『神皇正統記』とならぶ神国思想、皇国史観の宗教的な象徴、源流と見なされているが、天皇・神社の権威を借用しておらず、主に仏教側の視座から施薬院全宗が起草したことがうかがえる。
ただ、この機に乗じて宣教師に危害を加えたものは処罰すると言い渡している。キリスト教への強制の改宗は禁止するものの、民衆が個人が自分の意思でキリスト教を信仰することは自由とし、大名が信徒となるのは秀吉の許可があれば可能とした。事実上は信仰の自由を保障するものであった。
（大意）
1. 日本は自らの神々によって護られている国[注 48]であるのに、キリスト教の国から邪法[注 49]をさずけることは、まったくもってけしからんことである。
2. （大名が）その土地の人間を教えに近づけて信者にし、寺社を壊させるなど聞いたことがない。（秀吉が）諸国の大名に領地を治めさせているのは一時的なことである。天下からの法律を守り、さまざまなことをその通りにすべきなのに、いいかげんな態度でそれをしないのはけしからん。
3. キリスト教宣教師はその知恵によって、人々の自由意志に任せて信者にしていると思っていたのに、前に書いたとおり日本の仏法[注 49]を破っている。日本にキリスト教宣教師を置いておくことはできないので、今日から20日間で支度してキリスト教の国に帰りなさい。キリスト教宣教師であるのに自分は違うと言い張る者がいれば、けしからんことだ。
4. 貿易船は商売をしにきているのだから、これとは別のことなので、今後も商売を続けること。
5. いまから後は、仏法を妨げるのでなければ、商人でなくとも、いつでもキリスト教徒の国から往復するのは問題ないので、それは許可する。

以上　天正15年（1587年）6月19日

#### 注進状（天正十五年七月十三日）
『吉利支丹伴天連追放令』のおよそ1ヶ月後の天正15年（1587年）7月13日、豊臣秀吉は注進状を皇大神宮（内宮）に奉納している。
天照皇太神宮と関連付けて「伴天連御成敗」が宣言され「神慮大感応」と感謝されており、天台宗の元僧侶が主導してはいるが神仏共同による宗教弾圧であったとする見解もある。

## 「追放令」の起草
追放令本文の起草は秀吉本人ではなく、秀吉の側近で主侍医でもあった施薬院全宗とされている。なお、ルイス・フロイス『日本史』によれば、全宗の師である曲直瀬道三は、この追放令発布以前くにキリスト教に入信し（天正12年、1592年）、「ベルショール」の洗礼名を受けている。

## 追放令の原因
秀吉がこの追放令を出した理由については諸説ある。

### 神国思想と宗教的排外主義
豊臣秀吉は日本を「神国」と宣言し、キリスト教の教義を神道、仏教、儒教が融合した日本の宗教的伝統と相容れない有害なものと断じた。死後の神格化を志向した秀吉は、絶対的支配者としての神聖性を脅かすキリスト教を警戒し、宗教的排外主義の傾向を強めた。

### 陰謀論に基づく欺瞞的戦略
英国の歴史学者C・R・ボクサーは、豊臣秀吉が1587年に発布したバテレン追放令が、気まぐれや突発的な感情の発作によるものではなく、慎重な熟慮の結果であったとする見解を提示している。ボクサーは、この見解を裏付ける二つの主要な論点を挙げている。第一に、秀吉がキリスト教に対して過度に友好的な態度を示した時期は、ヴァリニャーノが1583年の『Sumario』で指摘した、日本人が攻撃を仕掛ける直前に最も友好的な態度を示す傾向があるという観察と一致する。このことから、秀吉の態度は攻撃に先立つ「欺瞞的策略」であった可能性が考えられる。第二に、キリスト教徒が「侵略の尖兵」として利用されるという懸念は、1578年のルイス・フロイスの書簡にみられるように、当時広く流布していた陰謀論に根ざしている。この陰謀論は、ボクサーが指摘するところでは遅くとも1570年から僧侶らによって広められており、大友氏や織田信長がこれを一笑に付した一方で、秀吉がこのような陰謀論に影響を受けた可能性があると推測している。
しかし、ボクサーは、秀吉がこの陰謀論を信じていたと仮定した場合、いくつかの矛盾が生じると論じている。例えば、キリシタン大名の高山右近が追放された一方で、小西行長や黒田孝高といった他のキリシタン大名が宣教師との連携が容易な九州に配置された事実は、秀吉の政策の一貫性を欠くものとして問題視される。この指摘に基づけば、宣教師が侵略の尖兵として機能するという脅威を理由にバテレン追放令が発布されたとする仮説は、1587年時点での状況を考慮すると矛盾が多く、根拠が不十分であるため、妥当性に欠ける。

### 軍事・外交戦略
バテレン追放令は宣教師の追放、宣教活動の禁止、キリシタン大名の棄教を促すもので、秀吉の軍事・外交戦略の中核であった。「日輪の子」としての神聖な権威を掲げ、フィリピン、インド、ヨーロッパの征服を目指す中で、宣教師とキリシタン大名は潜在的な障害となる可能性があった。
1585年、関白に就任した秀吉は、日本を越えた領土拡大を構想していた。彼の計画は、明朝中国、朝鮮、フィリピン、インド、さらにはヨーロッパにまで及んだ。秀吉は、母が太陽を胎内に宿す夢を見たという神話的叙述を通じて、「徳を輝かせ、四海を統治する」運命を主張し、自身の正統性を強化した。具体的には、天皇を北京に移し、甥を中国の摂政に任命、自身は寧波に拠点を置いて征服を監督する構想を立てた。
この野望は1578年の織田信長との対話で早くも明らかである。秀吉は中国地方と九州を制圧後、九州の資源で朝鮮侵攻を資金的に支え、朝鮮を基盤に中国征服を目指す計画を述べた。彼は日本、朝鮮、中国を統一帝国として統合すると豪語し、その達成は「筵を巻くが如く」容易であると主張した。1586年には、イエズス会副管区長ガスパール・コエリョにポルトガル船と大砲の提供を求め、さらに2000隻の船建造を命じたと付け加えた。この時期、秀吉は日本の統治を弟秀長に委ね、大陸征服に専念する意向を示していた。
秀吉の拡張主義は、ヨーロッパ勢力、特にポルトガルとスペインとの緊張を高めた。1586年、コエリョへの軍事支援要請がイエズス会上層部により阻止されたことは、秀吉のヨーロッパへの不信を強めた。同時期、フィリピンのスペイン当局は日本によるスパイ活動を察知し、植民地への侵攻の脅威をマニラ評議会で記録、防衛強化に動いた。1591年、秀吉はポルトガルインド副王に書簡を送り、明征服とさらなる地域への拡張を宣言し、「天の使命」がインドを含む他地域への道を開くと述べた。これらの史料は、秀吉がヨーロッパ勢力を征服対象とみなしていたことを示す。同書簡では神道・儒教・仏教の普遍性を強調し、キリスト教の教義を批判したが、宣教師やキリシタン大名が、フィリピンやインド侵攻を妨げる疑念を反映していた可能性がある。
キリスト教は秀吉の帝国構想と相容れず、その影響力の拡大が国内統治やフィリピン、インド、ヨーロッパへの拡張計画を脅かす懸念があった。追放令は、秀吉の拡張主義を推進するため、ヨーロッパ勢力とキリスト教の影響を排除しようとした戦略的措置だったと考えられる。1587年以前から構築されていたアジア・ヨーロッパ支配計画において、宣教師とキリシタン大名は秀吉の権威を損ない、海外侵攻を複雑化させる脅威と想定されたおそれがある。この措置は、16世紀後半の東アジアにおける地政学的競争の文脈からも理解できる。

### ポルトガルの奴隷貿易
イエズス会はフラタニティや長崎の救貧院を設立、日本人奴隷、特に女性を売春宿や船舶から救出し、キリスト教的教化を通じて非道徳行為の根絶を目指した。この活動の一環として、宣教師は大村純忠に対し、告解拒否を活用して不当な捕虜の解放を求め、倫理的行動を促し、日本で許容されてきた人身売買の慣行に対する批判を浮き彫りにした。『ゴア憲法』第四条では売春宿の運営を禁じ、違反者に罰を課すとともに、売春を強制された奴隷の解放を定めることで、イエズス会の道徳改革へのコミットメントを示している。こうした一貫した奴隷の待遇改善と女性救出の取り組みは、当時の日本で奴隷売買が慣行として広く行われたのと対照的である。秀吉の追放令は、奴隷貿易の主体であるポルトガル商人を咎めておらず、宣教師排除の口実として偽善的であった可能性が示唆される。
伴天連追放令後の1589年（天正17年）、豊臣秀吉の命により京都に柳原遊郭が開設された。これは日本初の遊郭とされ、遊郭制度の成立を示す一方で、遊郭は女衒などによる人身売買の温床となった。
1597年6月に日本を訪問したフィレンツェの旅行者フランチェスコ・カルレッティの記録によれば、ポルトガル領マカオと日本の長崎における女性の状況は対照的であった。ポルトガル領マカオでは、中国人女性が「美しく優れた容姿」と評されたが、女性との接触を厳しく制限されていて関係を持つことはできなかった。一方、秀吉直轄の長崎では、売春が公然と行われ、船員到着時に女衒が女性を商品として提供する人身売買が横行していた。この事実は、秀吉が国内の人身売買を黙認していたことを示唆し、そのダブルスタンダードないし偽善的態度から、追放令の動機は奴隷貿易そのものではなく、他の要因に起因すると推論される。
追放令は、ポルトガルの奴隷貿易と肉食による九州の労働力減少が地域の経済を損なうとの認識に一部基づいていた。6月18日付けの「覚」では奴隷貿易に言及があったが、最終的な追放令の条文では宗教的・政治的理由に焦点を絞り、これを省いた。ポルトガル人が来航して以降に買取または契約した日本人奴隷の総数は、推計で数百人から数千人とされており、その経済的影響は実際よりも誇張されていたと考えられる。
1592～1598年の朝鮮出兵で、大名による略奪目的の拉致と奴隷化を黙認した秀吉の行動は人身売買への関与を示唆しており、自身が朝鮮でより踏み込んだ露骨な行為に関与したことは、歴史家が指摘する道徳的矛盾を浮き彫りにしている。侵略による日本の文化圏の拡大や、非日本人の奴隷化などの戦時中の残虐行為は、必要かつ名誉あるものと正当化され、外国との文化的・商業的摩擦は許しがたい逸脱行為や侵略行為とみなされた。この二重基準は、日本の「神聖性」と「優越性」と異文化の「野蛮性」と「劣等性」に基づく豊臣政権のエスノセントリズムの傾向を示し、追放令の動機が奴隷貿易への道徳的な抗議ではなく、異文化を標的とした排外主義に部分的に影響されたものであることを示唆している。

### 政治的脅威
大村純忠が長崎をイエズス会に寄進したのは個人的利益のためであったが、寄進後も長崎を実際に支配していたのは大村純忠だった。キリシタン大名が外国勢力に支配を譲る疑念は、秀吉の権威への脅威と映ったが、純忠がスペインの乗っ取りや要塞化を疑っていたなら、秀吉が修道士に対して示した強硬な対応を採るとヴァリニャーノは考えていた。宣教師はこうした侵攻は不可能であり、さもなければ寄進は行われなかったと主張していた。ポルトガル商人との関係は外国からの干渉への懸念を高めたが、ポルトガルのマカオやスペインのマニラが日本を軍事的に脅かす能力はなく、キリスト教徒による内通の恐れは誇張されていた。豊臣秀吉がこれらの非現実的な脅威を真に信じていたかどうかについては、依然として学術的な議論の対象となっている。
ジョージ・サンソムは、キリスト教の教義が社会階層と政治構造に挑戦し、バテレン追放令を秀吉の独裁者としての本能的防御反応と分析する。長崎のキリスト教に影響された法体系は、日本の慣習になかった穏やかな刑罰を導入し、民事、刑事、教会、世俗の司法を分離することで、秀吉の絶対的支配に挑戦した。1597年6月、追放令後の長崎において、フランチェスコ・カルレッティは日本における苛烈な司法制度の実例を記録した。これには、集団的処罰の慣行が含まれていたとされる。

### 寺社の破壊
キリスト教改宗者による仏教寺院や神社の破壊、特に九州での事例が問題とされたが、秀吉自身が仏教施設を攻撃した経歴から、これは口実にすぎないとされる。破壊は特定地域に限定され、全国的現象ではなかった。イエズス会指導者は自制を促し、多くの地域でキリスト教と現地宗教の共存を可能にした。秀吉は限定的な寺社破壊を誇張し、国家的屈辱として政治的に利用したが、破壊の規模は限定的であり、その蔓延の物語は秀吉の戦略的偏見によって増幅された。
16世紀の日本では、キリシタン大名による寄付や購入を通じて教会が設立された。戦国時代の不安定さや織田信長や豊臣秀吉等による宗教施設への攻撃により、仏教寺院が弱体化し、僧侶が生き残るために寺を宣教師に売却した。イエズス会宣教師は、地元領主の支援を受け、宗教施設でない放棄された場所をキリスト教の礼拝用に転用した。例として、1555年に大友宗麟が豊後の府内で礼拝堂付きの家屋用土地を寄付し、新たな教会のための大規模な土地を提供した。1576年には有馬義貞が寺院を提供し、改修せずに教会として使用した。薩摩の市来鶴丸城や大和の沢城など、城内に教会が設けられる例もあった。放棄された仏教寺院の多くは、戦国時代の混乱で既に空き家となっており、キリシタン大名やポルトガル商人の寄付と地元領主の許可を得て取得された。
アレッサンドロ・ヴァリニャーノの時代、キリスト教関連の建設は領主が監督し、建築の拡大に貢献した。ヴァリニャーノは現地の建築伝統を尊重し、地元の熟練建築家と相談することを推奨。これにより、日本人の建築家は独自の組織、資源、技術を維持し、キリスト教の布教の第一・第二段階で現地慣行に適応した教会建築を進め、布教活動の成長を支えた。

### 南蛮貿易の独占
追放令はキリスト教宣教を禁じたが、キリスト教国との貿易は容認し、貿易独占と権力強化を図った。秀吉は後に日本有数の貿易港である長崎を大村氏から押収し、教会を破壊、住民に重い罰金を課した。歴史学者の藤野保は、秀吉が長崎を直轄地とし、莫大な貿易利益を独占したと指摘する。

### その他の理由
1. キリスト教が拡大し、一向一揆のように反乱を起こすことを恐れたため。
2. キリスト教徒が神道・仏教を迫害をしたため。
3. ポルトガル人が日本人を奴隷として売買していたのをやめさせるため。
4. 秀吉が有馬の女性を連れてくるように命令した際、女性たちがキリシタンであることを理由に拒否したため。
5. 豊臣秀吉によって1586年5月4日、イエズス会に対して布教許可証が発布されたことに危機感を覚えた仏教等の在来宗教勢力による宗教弾圧の要望を受け入れたため。
6. ポルトガルとイエズス会（またはスペインとフランシスコ会）による侵略を防ぐため[注 1]。(学説とは無関係だが自主公表された情報源等において陰謀論として論じられてきた。)
7. ポルトガル・スペインの船を、長崎・平戸・口之津だけでなく、博多にも寄港させるよう頼んだが「博多湾は水深が浅く危険である」と断られたため。

1.については、イエズス会宣教師ルイス・フロイスによると秀吉の言い分は「かつて織田信長を苦しめた一向一揆は、その構成員のほとんどが身分の低い者だったが、キリスト教は大名にまで広まっているため、もしキリシタンたちが蜂起すれば由々しき事態になる」というものである。秀吉がこのような考えを持つに至った直接的なきっかけは、九州征伐に向かった秀吉の目の前で、当時の日本イエズス会準管区長でもあったガスパール・コエリョが、スペイン艦隊が自分の指揮下にあるごとく誇示したことだとも見られている。同時期にイエズス会東インド管区巡察師として日本に来ていたアレッサンドロ・ヴァリニャーノはコエリョの軽率な行動を厳しく非難しており、コエリョの行動に問題があったことは確かなようである。キリスト教の拡大については、6月18日の11か条の「覚」（『御朱印師職古格』）ではキリシタンも「八宗九宗」（第九条）と規定して体制下の宗教と見なしていたが、翌19日の「追放令」ではこれを覆すかのように「邪法を授け」るものとしてキリスト教を厳しく規定しなおしている。
2.のキリシタンによる神道・仏教への迫害については、九州において領民を強制的にキリスト教に改宗させたり、神社仏閣を破壊するなどといったことが有馬氏や大村氏などで行われていた。
3.の人身売買説に関しては、11か条の「覚」に、日本人を南蛮に売り渡すことを禁止する一文がある一方、翌日の「追放令」にはそのような文言は見当たらない。秀吉は1587年の九州征伐の際、九州を中心として奴隷貿易が行われていたことについて当時のイエズス会の布教責任者であったコエリョを呼び詰問するとほぼ同時期にバテレン追放令を発布している。ただし、1537年に発令された教皇勅書スブリミス・デウスは異教徒を奴隷とする事を禁じ、イエズス会は日本人を奴隷として売買することを禁止するようにポルトガルに呼びかけていたこと、ポルトガル国王セバスティアン1世は大規模になった奴隷交易がカトリック教会への改宗に悪影響を及ぼすことを懸念して1571年に日本人の奴隷交易の中止を命令したことについて秀吉が知っていたかどうかについては不明である点には留意が必要である。
デ・サンデ天正遣欧使節記では、同国民を売ろうとする日本の文化・宗教の道徳的退廃に対して批判が行われている。
デ・サンデ天正遣欧使節記はポルトガル国王による奴隷売買禁止の勅令後も、人目を忍んで奴隷の強引な売り込みが日本人の奴隷商人から行われたとしている
デ・サンデ天正遣欧使節記は、日本に帰国前の千々石ミゲルと日本にいた従兄弟の対話録として著述されており、物理的に接触が不可能な両者の対話を歴史的な史実と見ることはできず、フィクションとして捉えられてきた。遣欧使節記は虚構だとしても、豊臣政権とポルトガルの二国間の認識の落差がうかがえる。宣教師が指摘した日本人が同国人を性的奴隷として売る商行為は近代まで続いた。
4.の女性問題で秀吉が激怒したと言うのは（フロイス日本史）、正確には「女を連れていこうとした施薬院全宗が怒って、秀吉にキリシタンを讒言した」というものであり、「秀吉が女漁りを邪魔されて怒った」というのは誤りである。よってこれが理由ということは考えられないとの説があるが、女漁りが施薬院全宗個人の嗜好である場合、宣教師から秀吉に告げ口される前に施薬院全宗が先を制して噂、憶測等をもとにした讒訴をしたとも考えられる。「（秀吉のために）キリシタンの女を連れていこうとした施薬院全宗が命令への不服従に怒り、秀吉にキリシタンの女が命に逆らったと讒訴をして秀吉が激怒した」のであれば矛盾は無くなる。
5.は自身も仏教徒である秀吉が元僧侶である施薬院全宗や大村由己の讒言を受け入れたことを前提とし、秀吉側近だった施薬院全宗等が九州で一定の信者数を持ち、前年に布教許可まで受けたキリスト教に対する危機感を主要な動機とした宗教戦争との見解である。必ずしも神国、皇国史観に沿った魔女狩り、宗教弾圧であったとする俗説と対立するわけではない。豊臣政権から徳川幕府に移行してからも、仏僧である以心崇伝がキリスト教弾圧において主導的役割を果たしている。一方で、キリスト教の禁止を働きかけたのを神道側とする見解もあり、その直接的なきっかけが、伊勢神宮がある伊勢国南部を与えられていた蒲生氏郷がキリスト教の洗礼を受けたことに伊勢神宮や神宮と密接な朝廷が危機感を覚えたとするものである。
6.のポルトガルやスペインによる植民地化を懸念した陰謀論については、大航海時代のポルトガルはゴア、マラッカ、マカオ等の独立した港湾都市、小規模の貿易拠点、居留地を手に入れる一方で、すでに文明が発達していたインド、中国等のアジア諸国の植民地化には成功していない。ゴア、マラッカ等の港湾都市の領有と要塞化は法制度が異なり財産権が十分に保証されない国との香辛料貿易を行うために不可欠な環境整備であり、ヨーロッパの小国だったポルトガルが最優先すべき目標は安全な貿易路の確保、ポルトガル人の資産保全、香辛料貿易の独占であって大規模な軍事紛争を伴う内陸部の植民地化ではなかった。イエズス会の布教を支援したポルトガルと対比するかのように、キリスト教の布教を重視しなかったオランダやイギリスがアジアで植民地を増やしていった。
フランシスコ会の宣教師が米大陸に上陸したのは、コルテスによる1522年のメキシコ征服の翌年の1523年であり、侵略が完了した後に布教をしているため、フランシスコ会の宣教師が侵略を支援した事実はなく、また布教活動が侵略に重要な役割を果たした事実はない。米先住民に対するフランシスコ会の布教については、スペイン人の支配者に対する反乱に繋がる可能性が懸念されており、当初は否定的に受け止められていた。イエズス会が新大陸での布教を始めたのは1570年以降だったが、1500年のペドロ・アルバレス・カブラル率いる艦隊がブラジルに上陸してから70年経過した後のことである。宗教を絡めないイギリス、オランダ等によるアジアの植民地化の成功、コルテスによるアメリカ征服が宗教の介入なく軍事的になされたことからも、キリスト教の布教から文明の発達した国家の征服に乗り出すという想像上の政策の実現性は低く、またはそのような政策が実際に存在したかについても見解は分かれている。1591年から1593年に秀吉はフィリピン総督に服従を迫っており、豊臣政権はアジアにおけるポルトガル、スペインの脆弱な戦力を把握していたとみられる。追放令でもポルトガル、スペインを軍事的脅威とはみなしてはいない。
7.の出来事の直後に発令している。これより前にも大坂で同様な頼みを、やはり「大坂湾の水深が浅い」という理由で断られており、機嫌を損ねていたと思われる。

## 追放令の影響
1587年の禁令を受けたイエズス会宣教師たちは平戸に集結して、以後公然の布教活動を控えた。
南蛮貿易のもたらす実利を重視した秀吉は京都にあった教会（南蛮寺）を破却、長崎の公館と教会堂を接収し、1592年（文禄元年）には長崎をイエズス会から奪還し直轄地にしたが、キリスト教そのものへのそれ以上の強硬な禁教は行っていない。1591年、インド総督の大使としてヴァリニャーノに提出された書簡（西笑承兌が秀吉のために起草）によると、三教（神道、儒教、仏教）に見られる東アジアの普遍性をヨーロッパの概念の特殊性と比較しながらキリスト教の教義を断罪した。秀吉はポルトガルとの貿易関係を中断させることを恐れて勅令を施行せず、1590年代にはキリスト教を復権させるようになった。勅令のとおり宣教師を強制的に追放することができず、長崎ではイエズス会の力が継続し、豊臣秀吉は時折、宣教師を支援した。
追放令を命じた当の秀吉は勅令を無視し、イエズス会宣教師を通訳やポルトガル商人との貿易の仲介役として重用していた。1590年、ガスパール・コエリョと対照的に秀吉の信任を得られたアレッサンドロ・ヴァリニャーノは2度目の来日を許されたが、秀吉が自らの追放令に反してロザリオとポルトガル服を着用し、聚楽第の黄金のホールでぶらついていたと記述している。
秀吉が明と朝鮮の征服を試みるのと並行して、1591年に原田孫七郎はフィリピンの守りが手薄で征服が容易と上奏、1592年5月31日に入貢と服従を勧告する秀吉からの国書をフィリピン総督に渡し、1593年には原田喜右衛門もフィリピン征服、軍事的占領を働きかけ、秀吉もフィリピン総督が服従せねば征伐すると宣戦布告ともとれる意思表明をしていたが、フィリピン占領計画が実施されることは無かった。
1593年（文禄2年）、フィリピン総督の使節としてフランシスコ会宣教師のペドロ・バプチスタが平戸に来着し、肥前名護屋城で豊臣秀吉に謁見。豊臣秀次の配慮で前田玄以に命じて京都の南蛮寺の跡地に修道院が建設されることになった。翌年にはマニラから新たに3名の宣教師が来て、京坂地方での布教活動を活発化させ、信徒を1万人増やした。前田秀以（玄以の子）や織田秀信、寺沢広高ら大名クラスもこの頃に洗礼を受けた。
秀吉がキリスト教に対して態度を硬化させるのはサン＝フェリペ号事件以後のことであるが、事件を発端とした弾圧からはイエズス会が除外されており追放令は空文化していた。
日本において、キリスト教が実質的に禁じられるのは徳川家康の命による1614年（慶長19年）のキリスト教禁止令以降のことになる。慶長18年（1614年）12月19日、家康は新たなバテレン追放令の作成に着手した。幕府の重要文書を起草した臨済宗の僧で黒衣の宰相の異名を持つ以心崇伝を江戸に呼び、文案を作成させ、翌日、これを承認、秀忠に送り捺印させた。その結果、「伴天連追放之文」ができあがった。伴天連追放之文は排吉利丹文ともいう。「伴天連追放之文」の大半は神道、儒教、仏教に関するもので、キリスト教を統一された日本の宗教（神道、儒教、仏教の三教一致）の敵とし、キリスト教を禁止するための神学的正当性を示そうとした。言い回しなどは基本的な部分において施薬院全宗が起草したバテレン追放令にならっている。徳川家康は長崎と京都にあった教会等の全国の宗教施設を破壊、キリスト教徒は日本各地に散らばることになるが弾圧は徹底されなかった。以心崇伝が関与した紫衣事件では仏教を介して幕府が天皇よりも上に立つことを公に示すことになった。
徳川秀忠は元和2年（1616年）に「二港制限令」、元和5年（1619年）に改めて禁教令を出し、キリスト教の本格的な宗教弾圧とキリスト教徒に対して仏教への強制改宗が行われた。キリスト教に好意的で弾圧に乗り気で無かった京都所司代の板倉勝重に対して秀忠はキリスト教徒の火炙りを直々に命じ、元和5年（1619年）10月6日、京都六条河原で52名が処刑される（京都の大殉教）、この52名には4人の子供が含まれ、さらに妊婦も1人いた。元和8年（1622年）には計55名を長崎西坂において処刑（元和の大殉教）、中には3歳、4歳、5歳、7歳、12歳の子供が含まれていた。
島原の乱後に出版された『吉利支丹御退治物語』には火炙りによる処刑を成仏のためと処刑法に抗議するような記述はない。
「火あぶり」「牛裂き」「車裂き」「逆さ磔」にあうのは外道、邪教のせいであると批判の矛先をキリスト教に向けており、現代の基準では野蛮な行為を異教徒に対する攻撃として正当化している。
島原の乱の後、寛永17年（1640年）に幕府は宗門改役を設置、寺請制度（檀家制度）によって宗教弾圧は強化されたが、その余波として神式の葬儀である神葬祭は禁じられ仏式が強制されるなど信仰の自由が制限・統制され宗教界全体に影響が及んだ。寺請制度は邪宗門の発見を目的とした宗教迫害制度であり、キリスト教だけでなく日蓮宗不受不施派にも狙いを定め受布施派か天台宗への強制改宗または刑罰を選ばさせた。宗教弾圧は民間宗教、新興宗教にまで及んだ。寺は寺請証文の発行を拒否することで、檀家を宗門人別改帳から削除し無宿や非人に落とせる強力な権限を背景に、檀家に対して経済的負担を強いることができた。

### 追放令後の奴隷貿易
豊臣秀吉の1587年バテレン追放令は、牧英正によると、道徳的反対ではなく労働力の枯渇という経済的懸念により発せられ、ポルトガル商人の奴隷貿易を一時的に停止させた。追放令と一連の制限により、宣教師達はポルトガル商人の奴隷貿易に介入することから一時的に解放されたが、間もなく朝鮮からの捕虜が長崎に移送されてくるようになり、状況は一変した。イエズス会が人道的な介入から撤退する一方で、豊臣政権はポルトガル人による朝鮮人の奴隷貿易を望むようになり、以前の制限は覆されていった。
秀吉は1597年の朝鮮侵略（文禄・慶長の役）では奴隷貿易を積極的に容認し、これを主要な産業へと変貌させた。日本の奴隷商人は約5万人から6万人の朝鮮人を捕虜とし、戦後の外交努力により7,500人のみが朝鮮に帰還した。ペドロ・マルティンス司教は、たとえ一時的な隷属であったとしても、日本人および朝鮮人を取引したポルトガル商人を破門することを決定し、この方針は後にセルケイラ司教によって強化された。
当時の記録は、日本の奴隷商人が朝鮮人捕虜を島々に連行し、ポルトガル商人に売却する「凄惨な光景」を描写している。ポルトガル商人は、これらの島々で取引を行うことで、マカオの禁止令およびマルティンス司教の破門を回避した。イエズス会がポルトガル商人の奴隷貿易に対する人道的な介入を完全に取りやめ、管轄権外の商人の破門を辞さない強い意思表示をした一方で、秀吉の政策は朝鮮人の奴隷化を助長し、従来の制限を事実上無効化した。1592年の『どちりなきりしたん』は、キリストの贖罪に基づく捕虜の解放をキリスト教徒の義務と強調したが、ヴァリニャーノが繰り返し主張したように、イエズス会には奴隷制の禁止を強制する権限がなかった。ポルトガル人は日本上陸以来、推定で数百から数千人の日本人奴隷を取引したが、日本に連行された朝鮮人奴隷の数はこれを大きく上回っていた。
スペインの1542年のインディアス新法や1537年のスブリミス・デウスは、1599年にヌエバ・エスパーニャで解放されたガスパール・フェルナンデスの事例に見られるように、一定の救済策を提供した。フェルナンデスは自身の奴隷化に正戦の正当性が欠けており、スペインの日本人奴隷禁止法を引用し日本人が先住民であると論証して、裁判所はフェルナンデスの自由な身分を確認した。フィリピンからアカプルコに送られた「チノ」（アジア人）奴隷225人のうち、日本人はわずか4人であった。
1614年にイエズス会が追放された後も、イエズス会は日本人および朝鮮人奴隷の解放に尽力したが、ポルトガル商人は奴隷貿易を継続した。1614年以降、おそらくポルトガルとスペインによる日本人と朝鮮人奴隷の取引禁止令によって、オランダとイギリスが買い手として参入するようになった。多くの奴隷は、ポルトガル、オランダ、イギリス、スペインの商人により長崎や平戸で売買された。ポルトガル人が日本に上陸してから追放されるまで、推定で数百から数千人の日本人奴隷を取引したと考えられている。

### サン＝フェリペ号事件
1596年、スペイン船サン・フェリペ号が日本で座礁し、操舵士フランシスコ・デ・オランディアがスペインの植民地拡大の野望を誇示したとされる。この発言が、豊臣秀吉による1597年の長崎での26人のキリスト教徒処刑の契機となったとされているが、オランディアの証言を裏付ける一次史料は存在しない。この事件を背景に、ポルトガル系イエズス会とスペイン系フランシスコ会の対立が激化し、両者は互いを殉教事件の責任者として非難し合った。キリスト教徒による「諜報活動」の脅威は誇張されており、ポルトガルのマカオやスペインのマニラは日本に対して実質的な脅威となる資源や影響力を欠いていた。秀吉がこの非現実的な脅威を本気で信じていたかどうかは、学術的な議論の対象である。
スペイン商人は、イエズス会のペドロ・マルティンス、グネッキ・ソルディ・オルガンティノ、ジョアン・ロドリゲスらが、秀吉の家臣に対しスペイン人を海賊、スペイン王を暴君と形容したと主張したが、ロドリゲスはこれを否定した。これらの告発への対応として、イエズス会が自己防衛的な叙述を構築した可能性は、依然として説得力を持つ仮説である。米国の歴史学者ジョージ・エリソンは、フランシスコ会の記述がより真実味があると考えているが、これを確実に立証することはできないと指摘している。
秀吉は長崎で26人のキリスト教徒を処刑し、これは「日本26聖人」として知られる。京都の豪華なフランシスコ会教会が秀吉に対する不敬とみなされたことが発端となったが、当初170人を対象とした処罰は26人に縮小された。南蛮寺は解体されたものの、小規模な教会は存続し、さらなる大規模な布教の制限が課されなかったことから、秀吉の意図はキリスト教の根絶ではなく権威の確立にあったと推察される。これは仏教勢力への対応と類似する。宣教師の諜報活動に関するオランディアの発言の存在については、罪状が不敬罪に限定されており、「侵略の尖兵」といった広範な陰謀的脅威に対処するものではなかったことから、十分な根拠を欠いている。

### 追放令後の外交関係
欧米の歴史学者の中には豊臣秀吉の反キリスト教的な外交政策は、伝統的な社会序列に従わない反体制思想として危険視されていたキリスト教から秀吉の独裁政権を守るために行われたと主張する者がいる。スペイン人歴史学者ホセ・エウゲニオ・ボラオ・マテオはスペイン領フィリピン在住のスペイン人がバテレン追放令を秀吉のフィリピン侵略作戦の前触れとして理解し、スペイン人が日本からの侵略に備えていたことをスペイン側の資料から提示しており、ブリル (出版社)の日本キリスト教史ハンドブックも1587年のバテレン追放令から1592年の原田喜右衛門のフィリピンへの降伏勧告（フィリピン侵略計画）、1596年のバテレン追放令の更新を一連の流れとして記述している。
1587年、日本からの2隻の船がフィリピンに来航したが、バテレン追放令の敵対的外交政策と整合性のとれない和船の来航に警戒したスペインは日本の侵略に備えるようになった。1589年には巡礼者と称する日本人の集団が、マニラ周辺を歩き周り偵察しており、バテレン追放令を契機とした膨張政策の始まりであるとスペイン側は記録している。1591年には原田孫七郎がフィリピン征服の実地調査を行ったとされ、侵略を警戒するスペインと日本の相互不信が強まっていった。
日本人によるフィリピン侵略の恐れについて書かれた最古のものは1586年の評議会メモリアルである。マニラでは日本人の倭寇が単なる略奪以上の野心を持っているかもしれないと推測されており「彼らはほとんど毎年来航しルソンを植民地にするつもりだと言われている」と警鐘を鳴らしていた。
天正20年（1592年）6月、すでに朝鮮を併呑せんが勢いであったとき、毛利家文書および鍋島家文書によると、秀吉はフィリピンのみならず「処女のごとき大明国を誅伐すべきは、山の卵を圧するが如くあるべきものなり。只に大明国のみにあらず、況やまた天竺南蛮もかくの如くあるべし」とし、明、インド、南蛮（東南アジア、ポルトガル、スペイン、ヨーロッパ等）への侵略計画を明らかにした。秀吉は先駆衆にはインドに所領を与えて、インドの領土に切り取り自由の許可を与えるとした。
1592年、原田喜右衛門がマニラに来航して秀吉の親書を総督に渡した。豊臣秀吉はフィリピンに対して降伏と朝貢を要求してきたが、フィリピン総督ゴメス・ペレス・ダスマリニャスは1592年5月1日付で返事を出し、ドミニコ会の修道士フアン・コボが秀吉に届けた。コボはアントニオ・ロペスという中国人キリスト教徒とともに日本に来たが、コボとロペスは、朝鮮侵略のために九州に建てられた名護屋城で秀吉に面会した。原田喜右衛門はその後、マニラへの第二次日本使節団を個人的に担当することになり、アントニオ・ロペスは原田の船で無事にマニラに到着した。
1593年6月1日、ロペスは日本で見たこと行ったことについて宣誓の上で綿密な質問を受けたが、そのほとんどは日本がフィリピンを攻撃する計画について知っているかということに関するものであった。ロペスはまず秀吉が原田喜右衛門に征服を任せたと聞いたと述べた。ロペスは日本側の侵略の動機についても答えた。
ロペスはまた日本人にフィリピンの軍事力について尋問されたとも述べている。アントニオ・ロペスはフィリピンには4、5千人のスペイン人がいると答えたのを聞いて、日本人は嘲笑った。彼らはこれらの島々の防衛は冗談であり、100人の日本人は2、300人のスペイン人と同じ価値があると言ったという。ロペスの会った誰もが、フィリピンが征服された暁には原田喜右衛門が総督になると考えていた。
その後、侵略軍の規模についてロペスは長谷川宗仁の指揮で10万人が送られると聞いたが、ロペスがフィリピンには5、6千人の兵士しかおらず、そのうちマニラの警備は3、4千人以上だと言うと、日本人は1万人で十分と言った。さらにロペスに10隻の大型船で輸送する兵士は5、6千人以下と決定したことを告げた。ロペスは最後に侵攻経路について侵略軍は琉球諸島を経由してやってくるだろうといった。
1596年、空文化していたバテレン追放令がサン＝フェリペ号事件を契機にして更新された。1597年2月に処刑された26聖人の一人であるマルチノ・デ・ラ・アセンシオンはフィリピン総督宛の書簡で自らが処刑されることと秀吉のフィリピン侵略計画について日本で聞いた事を書いている。「（秀吉は）今年は朝鮮人に忙しくてルソン島にいけないが来年にはいく」とした。マルチノはまた侵攻ルートについても「彼は琉球と台湾を占領し、そこからカガヤンに軍を投入し、もし神が進出を止めなければ、そこからマニラに攻め入るつもりである」と述べている。バテレン追放令の更新によってスペリン領フィリピンでは、秀吉によるフィリピン侵略への懸念が再燃した。